# Lisa (namn)

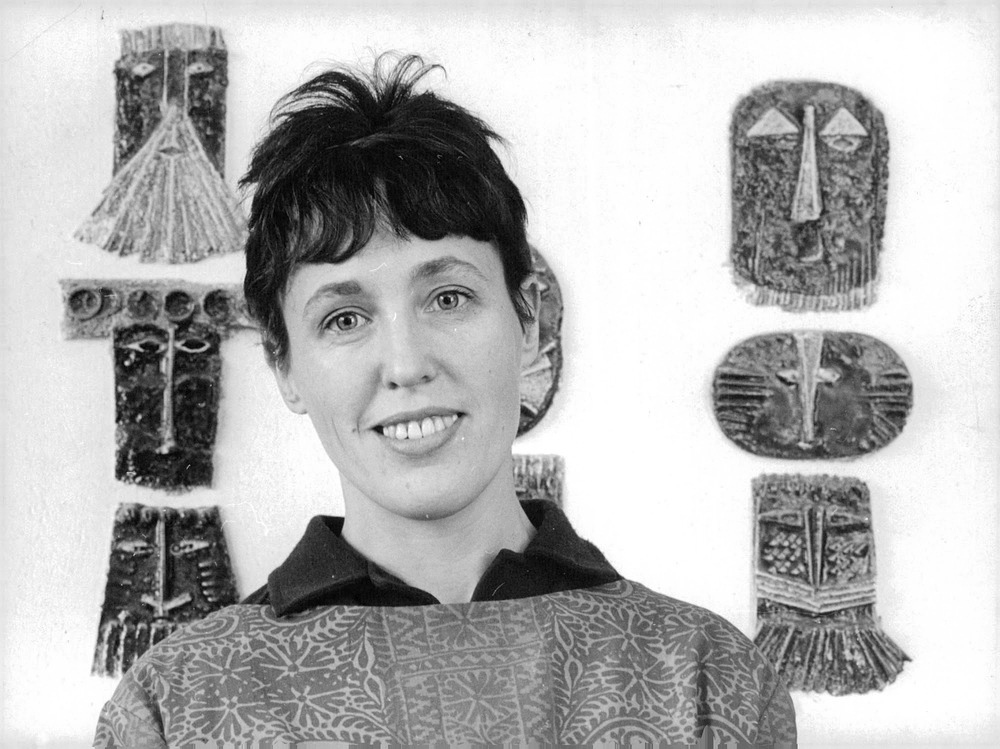
Lisa Larson, 1969.

Lisa är ett kvinnonamn, en svensk kortform av det ursprungligen hebreiska namnet Elisabet (Elizabeth) som betyder 'Gud är fullkomlighet'.
Det äldsta belägget i Sverige är från år 1558. 
År 1994 blev Lisa ett av de 20 vanligaste tilltalsnamnen bland de nyfödda i Sverige. Det var kulmen på en modevåg som började på 1980-talet. Därefter har namnet tappat mark igen och befinner sig numera på ca 35:e plats. Den 31 december 2012 fanns det totalt 33 133 personer i Sverige med namnet Lisa/Liza, varav 20 707 med det som förstanamn/tilltalsnamn. År 2003 fick 627 flickor namnet, varav 338 fick det som tilltalsnamn.
Den danska varianten av namnet är Lise och den finska Liisa.
Namnsdag i Sverige: 20 september, tillsammans med Elise. (1986–1992: 19 november, 1993–2000: 5 februari). I den finlandssvenska namnsdagslängden har Lisa namnsdag 19 november sedan 1950. Före det hade Lisa namnsdag 17 september 1929–1949.

## Personer med namnet Lisa eller Liza
- Lisa, artistnamn för Lalisa Manobal, thailändsk rappare, sångare, dansare och skådespelare
- Lisa Andreas,  brittisk-cypriotisk musiker
- Lisa Blommé, svensk friidrottare
- Lisa Dahlkvist, svensk fotbollsspelare
- Lisa Ekdahl, svensk musiker
- Lisa Erlandsdotter, svensk konstnär
- Lisa Kaltenegger, österrikisk astronom
- Lisa Kudrow, amerikansk skådespelare
- Lisa Larson, svensk keramiker
- Lisa Loomer, amerikansk manusförfattare och skådespelare
- Lisa Lopes, amerikansk musiker och skådespelare
- Liza Marklund, svensk författare
- Liza Minnelli, amerikansk skådespelare
- Lisa Miskovsky, svensk musiker
- Lisa Nilsson, svensk sångerska
- Lisa Nordén, triatlet, bragdmedaljör
- Lisa Petersdotter, svensk visionär och väckelsepredikant.
- Lisa Marie Presley, amerikansk sångerska, låtskrivare
- Lisa Stansfield, brittisk sångerska
- Lisa Steier, svensk ballerina
- Lisa Syrén, svensk journalist och programledare
- Lisa Tetzner, tysk författare

## Personer med namnet Lise
- Lise Børsum, norsk motståndskvinna
- Lise Haavik, norsk-dansk artist
- Lise Malinovsky, dansk målare
- Lise Nordin, svensk politiker (miljöpartist)
- Lise Nørgaard, dansk journalist och författare

## Fiktiva personer
- Lisa Haglund, Bert-serien
- Lisa Simpson, från TV-serien Simpsons